# Jordan Howard (cestista)
Jordan Howard (Chandler, 6 gennaio 1996) è un cestista statunitense con cittadinanza portoricana.

## Biografia
È il fratello di Markus Howard, anch'egli cestista.